# Schwendi
Ne doit pas être confondu avec Lazare de Schwendi.
Schwendi est une commune de Bade-Wurtemberg (Allemagne), située dans l'arrondissement de Biberach, dans la région Donau-Iller, dans le district de Tübingen.

## Personnalités liées à la ville
- Richard von Süßkind-Schwendi (1854-1946), général né à Schwendi.